# 戈尔 (匈牙利)
戈尔（Gór），是匈牙利沃什州的一个村，总面积10.99平方公里，总人口252人，人口密度22.92人/平方公里。